# Plesionika edwardsii
O camarão Plesionika edwardsii (Brandt, 1851) é um crustáceo decápode da família Pandalidae, que apresenta uma distribuição geográfica cosmopolita, localizado no Oceano Pacífico, Índico, nas costas Oeste e Este do oceano Atlântico e zona da Macaronésia (Cabo Verde, Madeira e Açores)
Esta espécie é a segunda mais abundante do Arquipélago dos Açores, apresentando um enorme potencial pesqueiro para a região.

## Descrição
Apresenta características peculiares que permitem a sua identificação. Possui um rosto com a região basal encurvada para baixo e encurvada para cima após o pedúnculo das antênulas. É armado dorsalmente de 28 a 36 dentes ao longo do seu comprimento e no seu dorso ventral é armado de 37 a 52 dentes muito próximos entre eles. Apresenta um olho grande e sub-esférico. Apresenta uma cor rosa-pálido com uma carapaça caracterizada pela presença de pontos brancos. As antenas e antênulas apresentam-se de cor rosa-alaranjado.

## Reprodução
Esta espécie de camarão apresenta fêmeas ovadas ao longo de todo o ano. No entanto, o período em que estas aparecem em maior quantidade varia da zona terrestre onde habitam. Esta época ocorre entre Abril e Setembro nas Canárias, entre Março e Junho no Mediterrâneo Noroeste, entre Março e Junho no Mediterrâneo Noroeste e entre Abril e Julho no Mediterrâneo Central.
A proporção do tamanho da desova é proporcional ao tamanho da fêmea, que se encontram em maior número (em relação ao machos) a partir dos 400 metros de profundidade.
Comportamento de acasalamento: O ritual de namoro pré-copulatório é comum (através de pistas olfativas e táteis); geralmente transferência indireta de espermatozóides.

## Distribuição geográfica
Espécie encontrada no Atlântico Oeste (desde a Carolina do Sul e Norte das Bahamas até ao golfo do México) e Atlântico Leste (desde o noroeste da Espanha até à Serra Leoa, incluindo todo o Mediterrâneo). É também reportada a sua ocorrência para o Índico (Seychelles e Reunião) e Pacífico, desde as Filipinas até à Indonésia, Taiwan, Nova Caledónia, Vanuatu e Fiji. A sua ocorrência tem também sido referida para a Macaronésia: Cabo Verde, Canárias, Madeira e Açores.

#### Zonas FAO:
- Zona 27 - Atlântico Nordeste
- Zona 27 - Atlântico Nordeste
- Zona 51 - Océano Índico Occidental
- Zona 61 - Pacífico Noroeste
- Zona 71 - Pacífico Centro-Oeste
- Zona 77 - Pacífico Centro-Este
- Zona 87 - Pacífico Sureste[12]

## Habitat
Esta espécie, encontra-se entre os 50 e os 680 metros de profundidade (preferencialmente entre os 200 e os 400 metros), principalmente em substrato lodoso, mas também em substratos de areia, rochosos ou com corais. No entanto verifica-se, que a sua abundância é maior entre os 300 e os 500 metros de profundidade no norte de África, entre os 250 e os 550 metros no Mediterrâneo, entre os 150 e os 300 metros nas Canárias, entre os 250 e os 349 metros na Polinésia francesa, à volta dos 300 metros de profundidade na Madeira, dos 230 metros na Martinica e dos 275 metros nas ilhas Fiji.
Esta espécie realiza migrações verticais sazonais, concentrando-se em águas profundas durante o Inverno, deslocando-se para menores profundidades na Primavera, atingindo as menores profundidades no Verão, voltando a descer para um estrato mais fundo no Outono.
Tal como outras espécies desse género, é nectobentónica, isto é, espécie bentónica com capacidade locomotora moderada, não apresentando comportamentos de migração diária na coluna de água. A especificidade ambiental das condições hidrodinâmicas, a dinâmica topográfica, e a entrada de produção da superfície e do fundo, são fatores que afetam a sua distribuição espacial.
Apesar de uma elevada percentagem de indivíduos pequenos ser encontrada entre os 200 e os 300 metros de profundidade, na parte menos profunda da sua distribuição, os juvenis (os indivíduos mais pequenos) são encontrados unicamente à volta dos 400 metros, sendo que os juvenis e os adultos vivem juntos a esta profundidade. O que sugere que o recrutamento ocorre aos 400 metros de profundidade, nas zonas onde existe a Intermediate nepheloid layer.
No entanto, na generalidade observa-se uma tendência de aumento do tamanho dos indivíduos da espécie P. edwardsii com a profundidade, havendo uma separação entre juvenis e adultos, com estes últimos a localizarem-se a maior profundidade.

## Crescimento
Em relação ao crescimento relativo das espécies do género Plesionika (as quais são nectobentónicas), King & Butler (1985) determinaram uma longevidade de 3,5 anos para o camarão P. edwardsii capturado no Pacífico, enquanto Company & Sardà(2000) determinaram uma longevidade de 2,5 anos para ambos os sexos desta espécie, capturados no Mediterrâneo.
A existência de diferenças no comprimento entre sexos, com as fêmeas a serem maiores que os machos e as fêmeas ovadas a serem maiores que as não ovadas, foram descritas para as Seychelles, Açores e Canárias. Na Martinica, e na Madeira, também observaram que as fêmeas eram maiores que os machos.

## Pesca
Na pesca multiespecífica das espécies demersais do Mediterrâneo, as espécies do género Plesionika são capturas acessórias da pesca de arrasto e espécies alvo da pesca com armadilhas.
Até há pouco tempo, não existiam dados sobre a descarga das espécies do género Plesionika. Sendo que, continua a ser difícil a obtenção de dados fidedignos sobre a sua captura, devido ao elevado número de portos de descarga no Mediterrâneo.
Nas Canárias, esta espécie faz parte das capturas acessórias da pesca com armadilhas dirigida ao camarão Plesionika narval, estimando-se que sejam capturadas cerca de 10 toneladas de camarões pandalídeos anualmente (85% das quais da espécie alvo), comercializada em fresco ou congelado.
Este camarão pode ser capturado nos mares da Madeira e dos Açores e Canárias, entre aproximadamente 200 e 300 metros de profundidade.

#### Artes de pesca
- Armadilhas (gaiolas)[16]

#### Métodos de conservação
- Principais formas de apresentação do produto: Acondicionado, vivo, em caixas de polietileno, em gelo.[16]